# ヘサキリクガメ
ヘサキリクガメ (Astrochelys yniphora) は、爬虫綱カメ目リクガメ科マダガスカルリクガメ属に分類されるカメ。

## 分布
マダガスカル北西部固有種

## 形態
最大甲長48.6センチメートル。メスよりもオスのほうが大型になる。背甲はドーム状に盛りあがり、上から見るとやや細長い。甲板は成長輪が明瞭だが、老齢個体は磨耗し不鮮明になることもある。縁甲板の前縁や後縁はやや鋸状に尖るが、老齢個体は磨耗し不鮮明になることもある。後部縁甲板の外縁はやや反り上がる。左右の第12縁甲板は癒合する。背甲は黄褐色や灰褐色・淡褐色で、継ぎ目（シーム）の周辺は暗色で縁取られる。大型個体はシームは暗色だが、その周辺の暗色斑が消失することもある。縁甲板同士のシームには、楔形の暗褐色の斑紋が入る個体が多い。
左右の喉甲板は癒合し、前方に突出する。種小名yniphoraは「身につける」「1つになる」などの意で、癒合した喉甲板に由来する。和名はこの突出した喉甲板を、船の舳先になぞらえたことが由来になっている。英名angulatedは喉甲板が角張っていることが、ploughshareは鋤の刃(=ploughshare)になぞらえたことが由来になっている。腹甲は黄色で、大型個体は不明瞭な褐色や暗褐色の斑紋が入り全体が暗褐色になる個体もいる。
頭部は中型。吻端は突出せず、上顎の先端はわずかだが鉤状に尖る。頭部は黒や暗褐色・褐色で、鼓膜の周辺に黄色斑が入る個体もいる。頸部や四肢・尾は黄色や淡黄褐色。
幼体は肋甲板の初生甲板から縁甲板にかけて放射状に2 - 3本の筋模様が入る個体もいるが、成長に伴い消失する。

## 分類
以前はリクガメ属Geocheloneに含まれ、属内ではホウシャガメに最も近縁な種とされていた。核DNAおよびミトコンドリアDNAの塩基配列の分子系統学的解析から本種とホウシャガメの2種はリクガメ属の他種とは近縁ではなく、セーシェルや同じマダガスカルに分布するアルダブラゾウガメ属Aldabrachelysやクモノスガメ属Pyxisに近縁と推定されたためリクガメ属から分割する説が有力とされた。頭骨や甲板の構造、分子系統解析において本種がホウシャガメよりもアルダブラゾウガメ属やクモノスガメ属により近縁な可能性があることから、本種のみでヘサキリクガメ属Angonokaを形成する説もあった。一方で最尤法による分子系統解析では、本種とホウシャガメで単系統群を形成するという結果が出ていること、別属として分割するほどの差異はないとして本種とホウシャガメでマダガスカルリクガメ属を構成する説もあり、こちらが有力とされる。

## 生態
乾燥した落葉広葉樹林内に点在する、竹林の林縁およびその周辺にある乾燥した藪地に生息する。11 - 翌4月（雨季）や降雨の直後に活発に活動し、5 - 10月（乾季）になると落ち葉の下などで休眠する。
食性はほぼ植物食で、主にマメ科Bauhinia属の低木の葉を食べるが、他の木の葉、アカヒゲガヤHeteropogon contortusなどの草なども食べる。
繁殖様式は卵生。飼育下ではマダガスカルでは11 - 12月に交尾した例があり、ホノルル動物園では5 - 9月に交尾した例がある。飼育下ではマダガスカルでは1 - 5月に、ホノルル動物園では9 - 11月と5月に産卵した例がある。1回に主に3 - 5個の卵を、年に最大7回に分けて産んだ例がある。卵は168 - 266日で孵化した例がある。生後20年で性成熟する。

## 人間との関係
英名や旧属名Angonokaは、他種も含めた生息地での呼称に由来する。
農地開発や焼畑農業および畜産業（牧畜地や牧草地目的）での野焼きなどによる生息地の破壊、マダガスカル国外でのペット・展示用の乱獲、人為的に移入されたカワイノシシPotampchoerus larvatusによる卵や幼体の捕食などにより生息数は激減している。マダガスカルでは法的に保護の対象とされ、採集・飼育・無許可の移動が厳しく制限されている。一方で密猟・摘発されることもあり、日本でも密輸された個体の摘発例（押収された個体の一部は野毛山動物園で飼育例あり）・後述する飼育下繁殖施設で1996年に武装集団によって盗難された個体がアメリカ合衆国・オランダ・ベルギーなどで販売され業者が摘発された例などがある。生息地では乾季の前に政府やNGOによって計画的な野焼きを行いあらかじめ延焼を防ぐ防火帯を形成したり、飼育下繁殖個体を再導入する試みが進められている。